# Constantino Tencalla

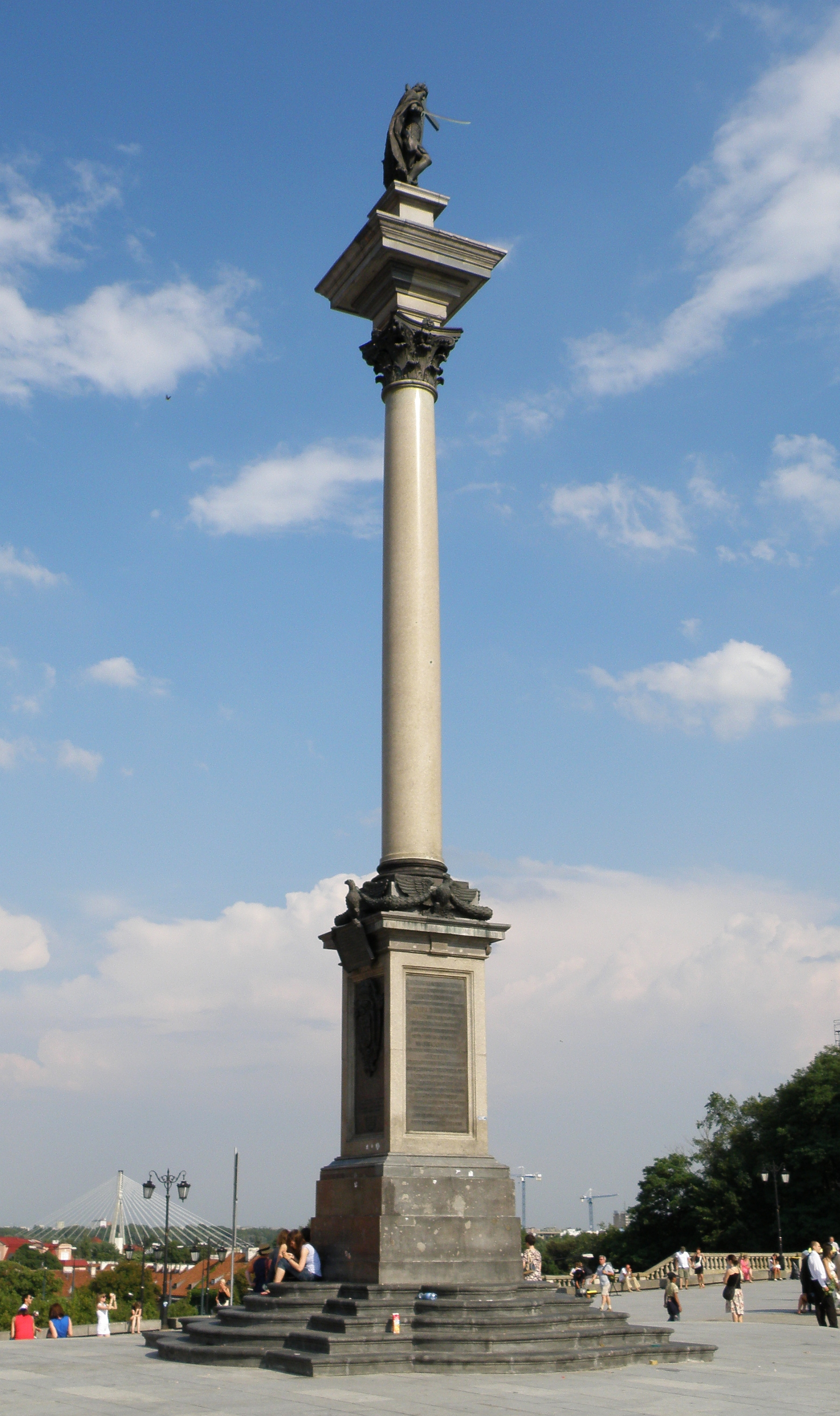
Die Sigismundssäule auf dem Warschauer Schlossplatz

Constantino Tencalla (eigentlich: Costante Tencalla, * um 1590 oder früher in Bissone/Schweiz; † 1646 in Warschau) war ein Architekt des römischen Frühbarocks, der am Hofe der polnischen Könige wirkte.

## Leben
Eventuell arbeitete Tencalla von 1610 bis 1619 in Rom unter seinem Landsmann Carlo Maderno als Steinmetz und Bildhauer. Etwa um 1630 ging er mit einer Gruppe weiterer italienischer Architekten nach Polen-Litauen, damals noch von Sigismund III. Wasa regiert. Zunächst lebte er in Vilnius, wo er mit einem Onkel am Bau der Kasimir-Kapelle beteiligt war. Sein Name wird außerdem in einem im Januar 1635 unterzeichneten Vertrag genannt, der den Bau eines großen Altars in der Kathedrale von Vilnius betraf. Ebenfalls wird ihm die Fassadengestaltung der Theresienkirche in Vilnius zugeschrieben.
Etwa gegen 1640 siedelte Tencalla dann nach Warschau über, wo er zum ersten Architekten des Königs Władysław IV. Wasa avancierte. Eine seiner bedeutendsten Arbeiten hier war die Gestaltung der Sigismundssäule, die – aus dem  Geist der Gegenreformation geboren – zum Symbol der polnischen Hauptstadt werden sollte. Auch die Neugestaltung des Marmorsaales im Rahmen der Sanierung des Königsschlosses stammt von ihm.

## Bauten (Auswahl)
- Theresienkirche in Vilnius (1633–1650)
- Kasimirkapelle in der Kathedrale von Vilnius (1636)
- Koniecpolski-Palast (1643–1645)
- Sigismundssäule (1644)
- Umbauten am Warschauer Königsschloss
- Kazanowski-Palast